# José Maria Cordoba Montoya
 (novembre 2021).
Si vous disposez d'ouvrages ou d'articles de référence ou si vous connaissez des sites web de qualité traitant du thème abordé ici, merci de compléter l'article en donnant les références utiles à sa vérifiabilité et en les liant à la section « Notes et références ».
José Maria Cordoba Montoya (1950, Arles), est un économiste, homme politique et homme d’affaires français naturalisé mexicain en 1985. Il a été chef de cabinet et conseiller direct du président mexicain Carlos Salinas de Gortari entre 1988 et 1994.

## Biographie
Il naît à Arles en 1950 d’une famille modeste de réfugiés espagnols et après de brillantes études en France (lauréat du concours général (1968), Polytechnique (1973)) obtient un doctorat d’économie aux États-Unis à Stanford (1977). 
Il enseigne en 1978 et 1979 à l'université de Pennsylvanie avant de s’installer au Mexique, pays de sa compagne, comme professeur d’économie en 1979. Il demande et obtient la nationalité mexicaine en 1985 et adhère au PRI sous l'étiquette duquel il est élu. Il se rapproche par la suite du président du Mexique Carlos Salinas de Gortari (1988-1994) dont il devient suivant les uns, « l’éminence grise », ou pour d’autres, « le sherpa ». Chef de cabinet et conseiller direct de ce président, son intervention se manifeste notamment dans les domaines économiques et de politique étrangère. Il est accusé par l'opposition, qui l'appelle le petit français, d'une orientation néo-libérale.
À la suite de l’assassinat d’un candidat à l’élection présidentielle, Luis Donaldo Colosio, le 23 mars 1994, il quitte le pays et retourne aux États-Unis, à Washington D.C., pour être le représentant du Mexique à la BID. Installé à nouveau au Mexique, il est administrateur de nombreuses sociétés, dont PlaNet Finance présidée par Jacques Attali (qui fut son professeur à Polytechnique), et directeur de plusieurs compagnies mexicaines.